# Ludwig Laistner

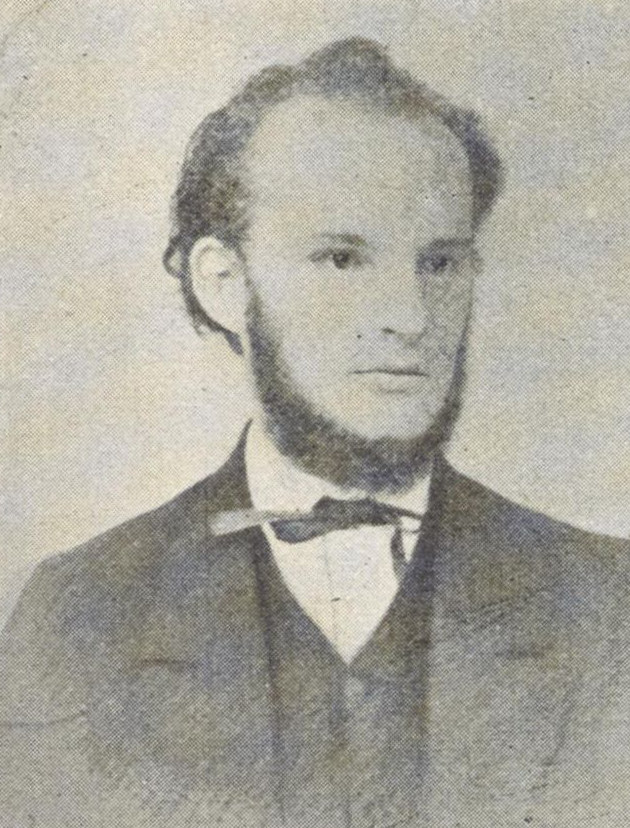
Ludwig Laistner

Ludwig Laistner (* 3. November 1845 Esslingen am Neckar; † 22. März 1896 in Stuttgart) war ein deutscher Schriftsteller und Literaturhistoriker.

## Leben
Ludwig Laistner studierte 1863 bis 1867 an der Universität Tübingen Theologie und trat dort 1863 der Tübinger Königsgesellschaft Roigel bei. Er war über zwei Jahre im Pfarramt tätig, worauf er in München eine Hauslehrerstelle übernahm.
Nachdem er später seine Entlassung aus dem Kirchendienst erhalten hat, behielt er seinen Wohnsitz in München bei, wo er sich seit 1880 ausschließlich literarischer Tätigkeit widmete.
Mit Paul Heyse gab er seit 1884 den Neuen deutschen Novellenschatz heraus.

## Schriften
- Das Recht in der Strafe. Beitrag zur Geschichte der Philosophie und Versuch einer Dialektik des Strafrechtsproblems. Oldenbourg, München 1872. (Digitalisat)
- Barbarossa’s Brautwerber. Eine Wirtembergische Sage. Hallberger, Stuttgart 1875.
- Nebelsagen. Spemann, Stuttgart. 1879. (Digitalisat)
- Golias. Studentenlieder des Mittelalters. Spemann, Stuttgart 1879. (Digitalisat)
- Novellen aus alter Zeit. Hertz, Berlin 1882. [(https://www.e-rara.ch/zuz/content/zoom/19978489 Digitalisat])
- Der Archetypus der Nibelungen. Verlags-Anstalt für Kunst und Wissenschaft, München 1886.
- Das Rätsel der Sphinx. Grundzüge einer Mythengeschichte. 2 Bände. Hertz, Berlin 1889. (Digitalisat Band 1), (Band 2)
- Novellen. Bezauberte Welt und Schneekind. Handschrift der Bayerischen Staatsbibliothek – BSB Cgm 7068. (Digitalisat)